# Pala

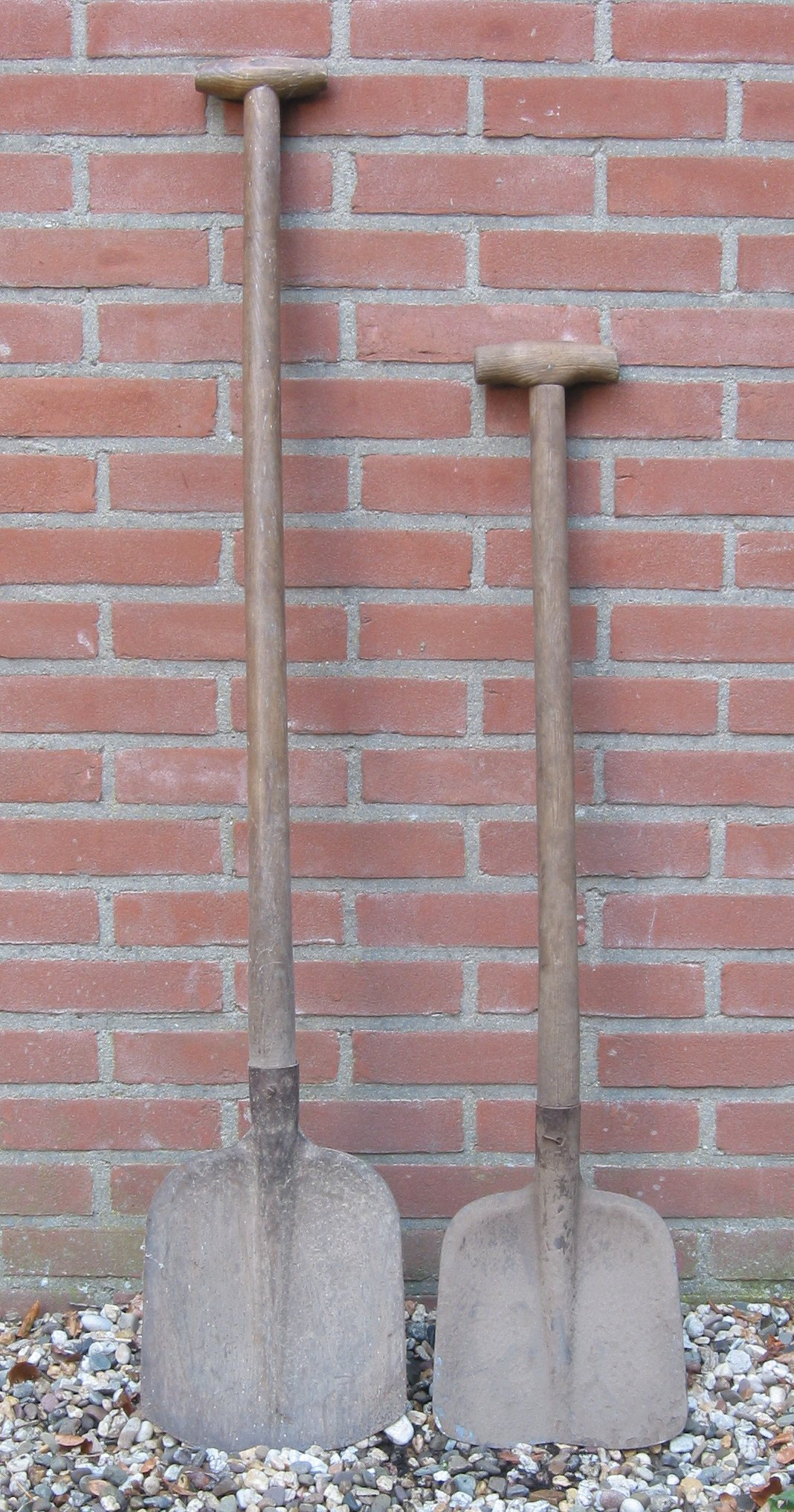
Dos palas

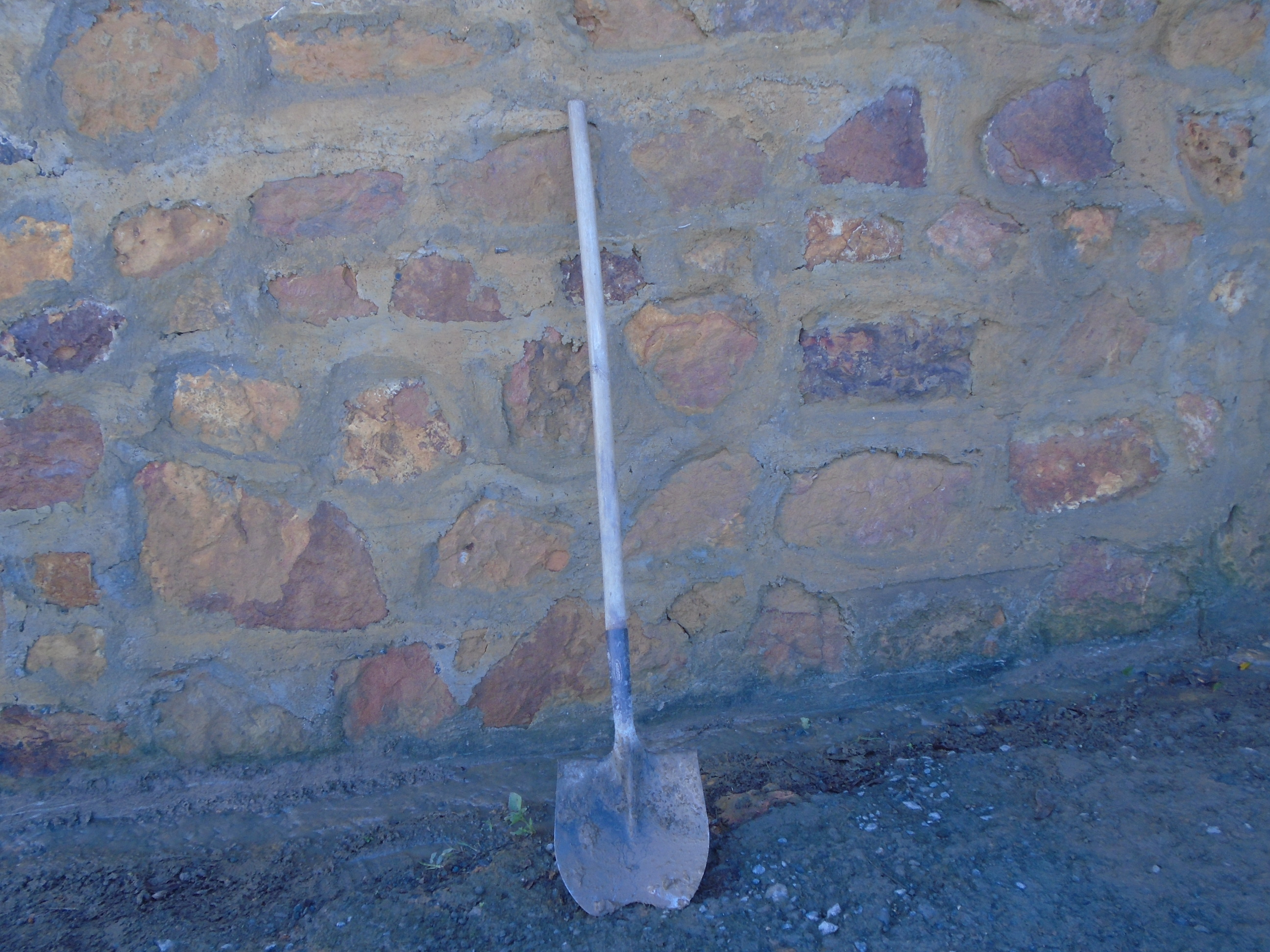
Pala de excavación

Una pala es una herramienta de mano utilizada para excavar o mover materiales con cohesión relativamente pequeña (por ejemplo: tierra, arena, cemento, cal, carbón, semillas, nieve, hojas). Consta, básicamente, de una lámina con una ligera curvatura y de un mango con el que se maneja. La tabla o plancha suele ser metálica y el mango remata generalmente en un asidero que puede ser recto o curvo, para poder ejercer mayor fuerza con una de las manos. La pala se ha empleado desde la más remota antigüedad en labores agrícolas y de construcción.
Su evolución ha dado lugar a las máquinas excavadoras y cargadoras, muy importantes en las tareas de movimiento de tierras para remodelación y acondicionamiento de terrenos, construcción de infraestructuras urbanas, conformación de sótanos, preparación de cimentaciones de edificios, etc. En países como Perú a la pala la llaman lampa.

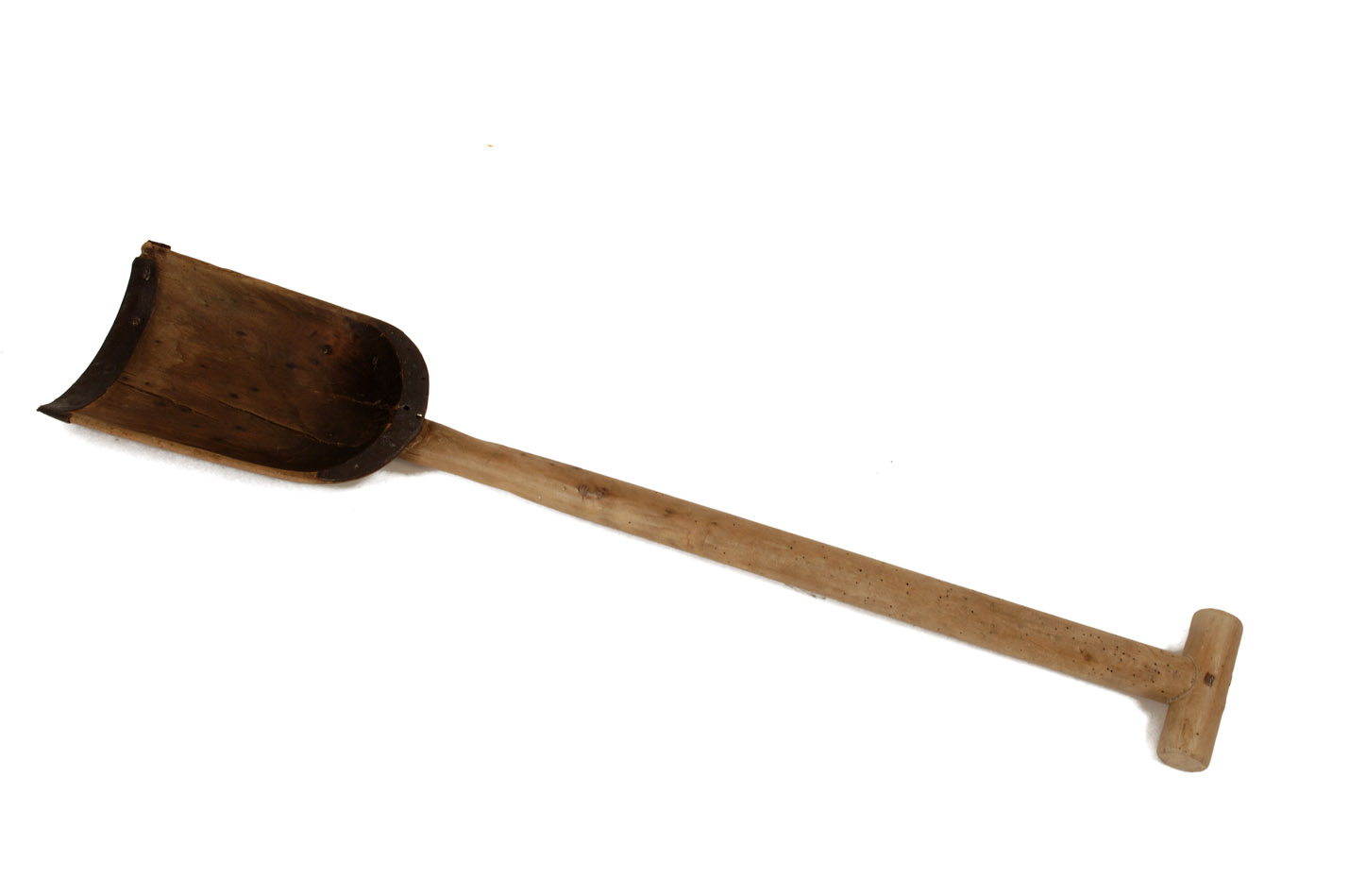
Pala agrícola de madera Museo Valenciano de Etnología.

## Historia
En la edad del Neolítico y antes, la escápula (omóplato) de un animal grande se usaba a menudo como una pala tosca o pala. Es a través de esta conexión entre los omóplatos y las hojas de excavación que las palabras espátula y pala ambas tienen una etimológica conexión con las escápulas.

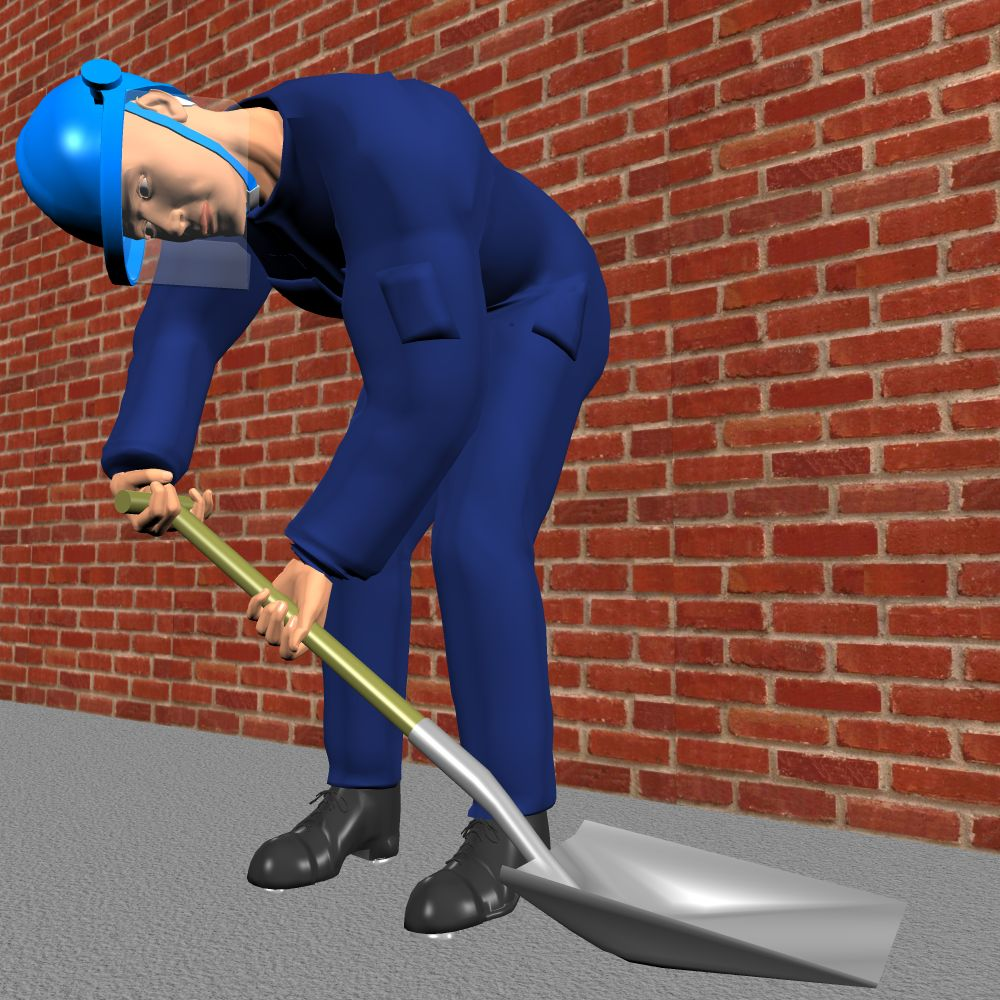
Acción típica al palear material del suelo

La invención posterior de las palas especialmente diseñadas fue un desarrollo innovador. La pala manual, a menudo en combinación con picking, era el principal medio de excavación en la construcción hasta la mecanización mediante el uso de palas de vapor y más tarde equipo hidráulico (excavadoras como retroexcavadoras y cargadores) reemplazaron gradualmente a la mayoría de las palas manuales. Lo mismo se aplica también en la historia de minería y canteras y de manejo de materiales en industrias tales como fabricación de acero y estiba. Los vagones de ferrocarril y bodegas de carga que contienen mineral, carbón, grava, arena o grano a menudo se cargaban y descargaban de esta manera. Estas industrias no siempre dependían "exclusivamente" de dicho trabajo, pero dicho trabajo era una parte ubicua de ellas. Hasta la década de 1950, el paleado manual empleaba a un gran número de trabajadores. Se asignaban grupos de trabajadores llamados 'cuadrillas de trabajo' en cualquier excavación o manejo de materiales a granel que se necesitara en una semana determinada, y docenas o cientos de trabajadores con palas manuales hacían el tipo de excavación rápida o manejo de materiales que hoy en día generalmente se logra con maquinaria motorizada. Las excavadoras y cargadoras son operadas por unos pocos operadores calificados. Por lo tanto, el costo de la mano de obra (costo de la mano de obra), incluso cuando cada trabajador individual estaba mal pagado, era un tremendo gasto de operaciones. La productividad del negocio estaba ligada principalmente a la productividad laboral. Todavía lo es a menudo incluso hoy; pero en el pasado lo era aún más. En el manejo de materiales industriales y comerciales, la pala manual se reemplazó más tarde no solo con cargadores y retroexcavadoras.
Dada la importancia y el costo del trabajo manual en la industria a finales del siglo XIX y principios del XX, la "ciencia de palear" era algo de gran interés para los desarrolladores de gestión científica como Frederick Winslow Taylor. Taylor, con su enfoque en estudio de tiempo y movimiento, se interesó en diferenciar los muchos movimientos del trabajo manual en un grado mucho mayor que otros. Es posible que a los gerentes no les interese analizarlo (posiblemente motivado por la suposición de que el trabajo manual es un trabajo intelectualmente simple), y es posible que a los trabajadores no les interese analizarlo de ninguna manera que alentó a la gerencia a quitar la prerrogativa en la trabajo artesanal para que el artesano decidiera los detalles de sus métodos. Taylor se dio cuenta de que no analizar la práctica de palear representaba una oportunidad perdida de descubrir o sintetizar las mejores prácticas para palear, que podrían lograr la mayor productividad (valor por dólar gastado). Fueron Taylor y sus colegas en la década de 1890 a 1910 los que ampliaron en gran medida la idea existente de diseños variados de palas con cucharas de diferentes tamaños, una para cada material, según la densidad del material. Bajo la gestión científica, ya no era aceptable usar la misma pala para palear lignito un día y grava al día siguiente. Taylor abogó por el mayor costo de capital de mantener dos palas como algo más que pagar por sí mismo a través del aumento en la productividad del trabajador al que conduciría, lo que significaría que se gastaría menos dinero en salario por cada unidad de trabajo de pala realizado.
Durante la Segunda Revolución Industrial alrededor de 1900, la pala dio paso a equipo pesado como las excavadoras.

## Características
La pala es un instrumento conformado por dos partes: una plancha de madera o metal y un mango cilíndrico. El tamaño de la plancha y el grosor y largo del mango dependen del uso para el cual la herramienta está destinada.
El mango posee una empuñadura para facilitar el agarre. Existen tres tipos de mango según su empuñadura:
- Mango anilla (tipo D)
- Mango muleta (tipo T)
- Mango largo (todo uniforme)

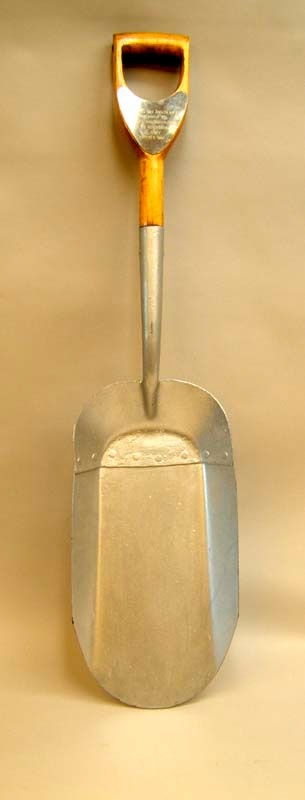
Pala con mango tipo anilla (D).

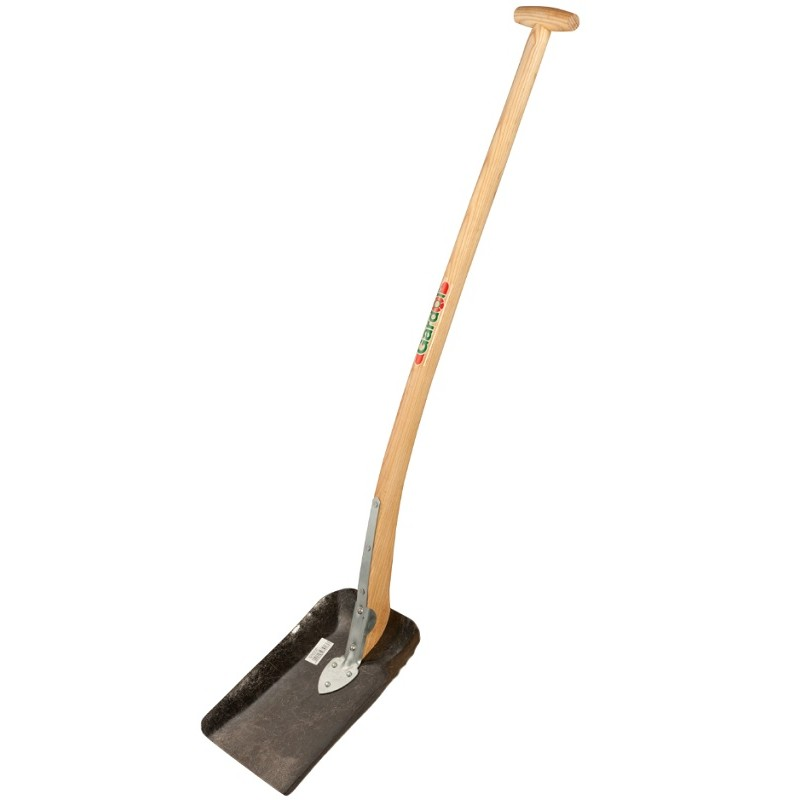
Pala con mango de tipo muleta (en T).

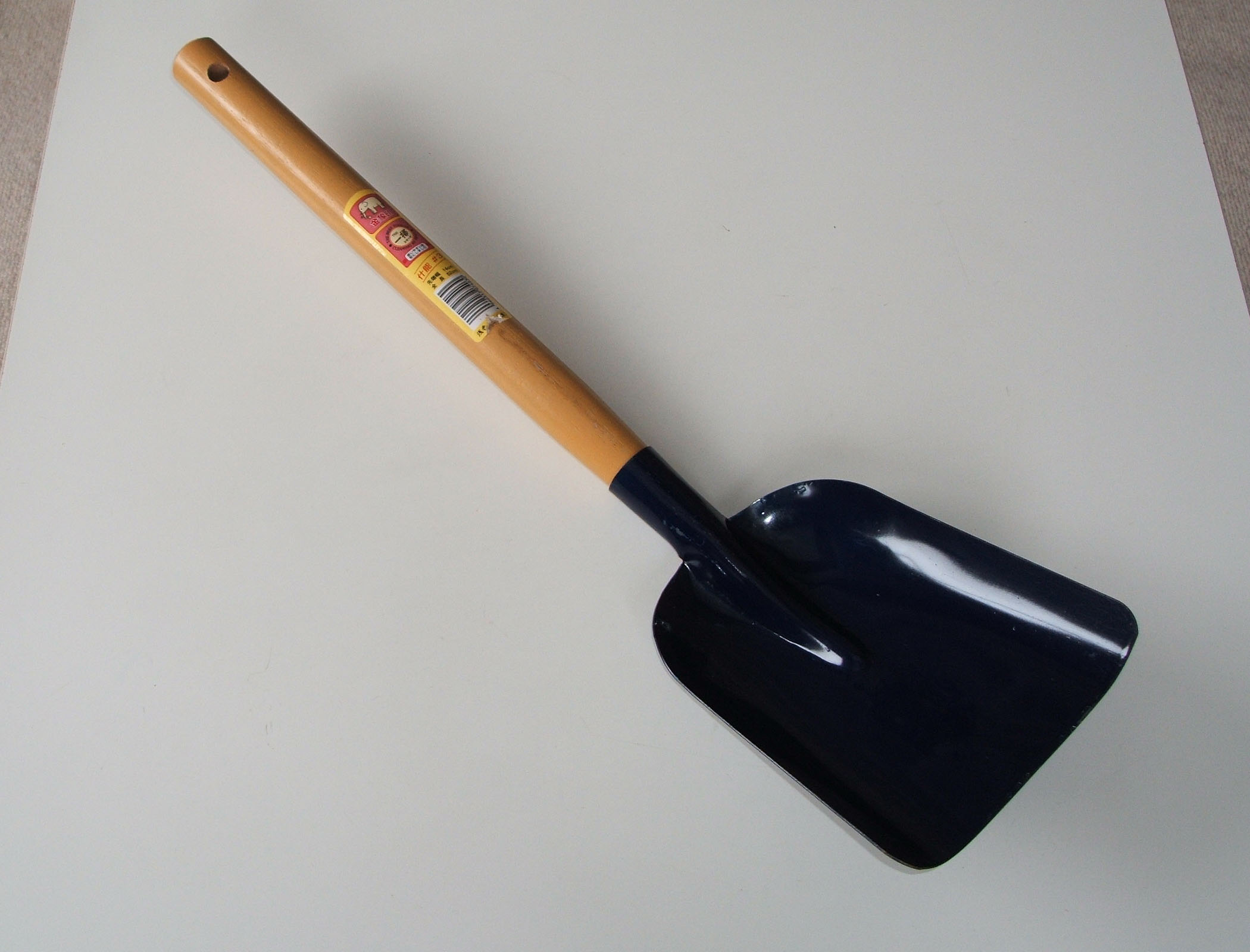
Pala con mango uniforme.

distintos tipos de planchas de palas.

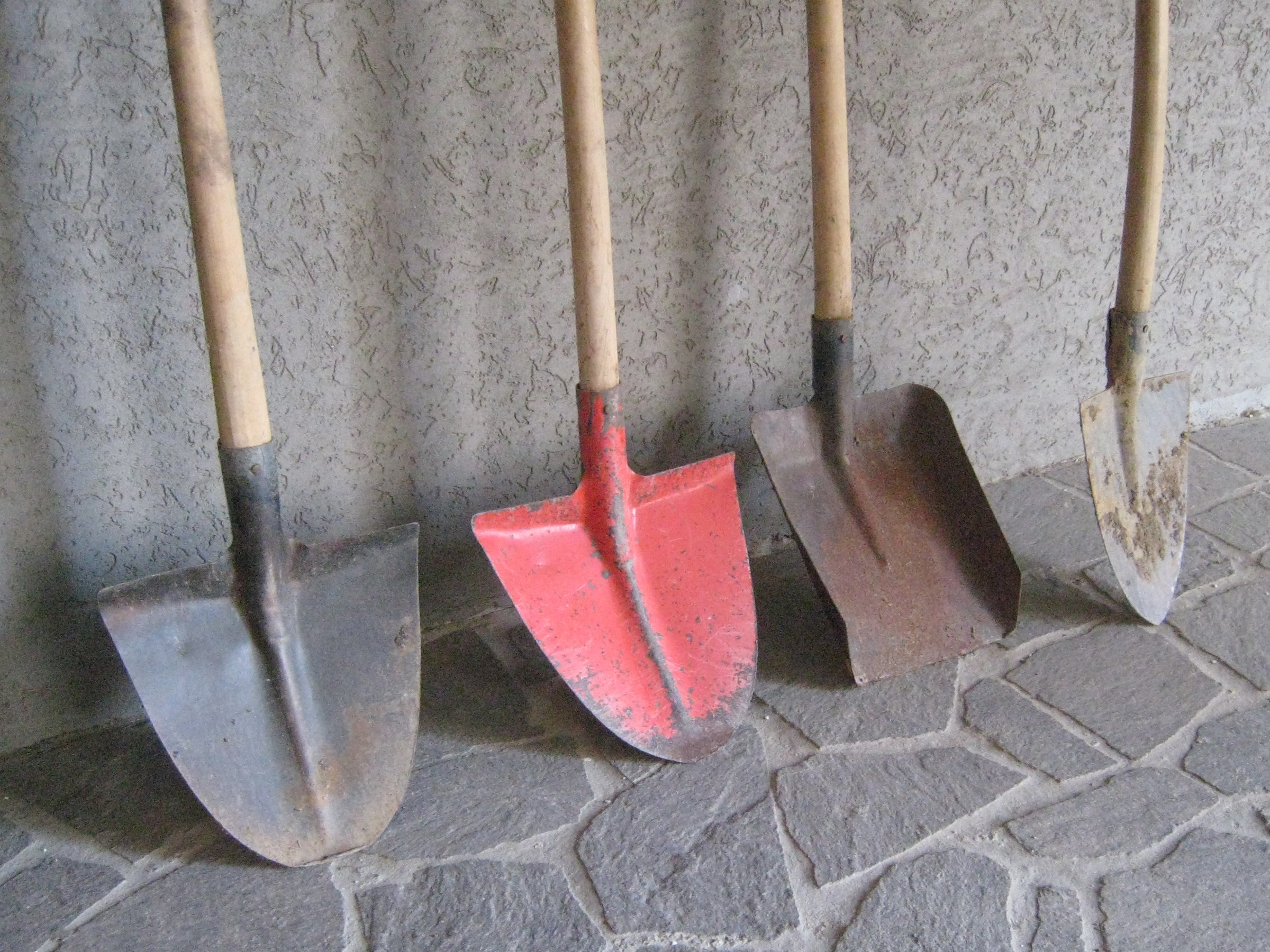
distintos tipos de planchas de palas.

Y, según el tipo de trabajo para el que una pala está destinada, existen 3 tipos de planchas:
- Con punta redonda: utilizadas para trabajos en los que haya que excavar, ya que la estructura redondeada terminando en punta hace que sea más fácil hincarla en la tierra.
- Cuadradas: utilizadas para trasvasar o recoger materiales, escombros, cemento, tierra, etc.
- Palote, también llamado pala plana o pala de zapa: tiene la punta cuadrada pero toda la superficie es más estrecha y plana. Utilizado principalmente en jardinería para trasplantar, recortar o perfilar el terreno.

## Materiales
El material de fabricación del mango puede ser de madera u otros materiales como fibra de carbono. Las palas con mango de madera son más económicas pero menos resistentes mientras que las palas con mango de fibra son más caras pero más resistentes.
Las palas más utilizadas son las construidas de acero especial, el cual tiene una gran resistencia. No obstante, también hay modelos de aluminio y de plástico. Estas últimas son utilizadas en actividades que no permiten el uso de acero o bien donde el material a tratar dañaría el acero. Este es el caso de palas para la nieve, trabajos en alimentación, combustibles, etc.
La ventaja de las palas de aluminio es que permiten una mayor facilidad de movimientos.

## Tipos
Según la forma y material de la placa rígida del extremo y de las características del mango, las palas pueden clasificarse en varios tipos:
Palas para agricultura: las palas para el trabajo en la tierra cuentan con una placa con terminación redondeada y algo puntiaguda (como un filo) para favorecer la tarea de excavación. En algunos casos la parte inferior es plana para marcar surcos en la tierra y delimitar el espacio a excavar. La pieza metálica tiene un borde superior plano para ejercer fuerza hacia la parte inferior con el pie. El extremo de su mango puede ser en “T” con el objeto de empujar hacia abajo con la mano y el brazo, o también triangular. En todos los casos tanto el mango como su extremo son de madera cilíndrica.
Palas para jardinería: existen palas que se utilizan para el trabajo doméstico en el jardín. Su elemento metálico es estrecho y puntiagudo y su mango muy corto, como para ser empuñado con una sola mano. Estas palas son muy útiles para cavar pequeños huecos en la tierra en la tarea de introducir semillas o trasplantar flores, por ejemplo.

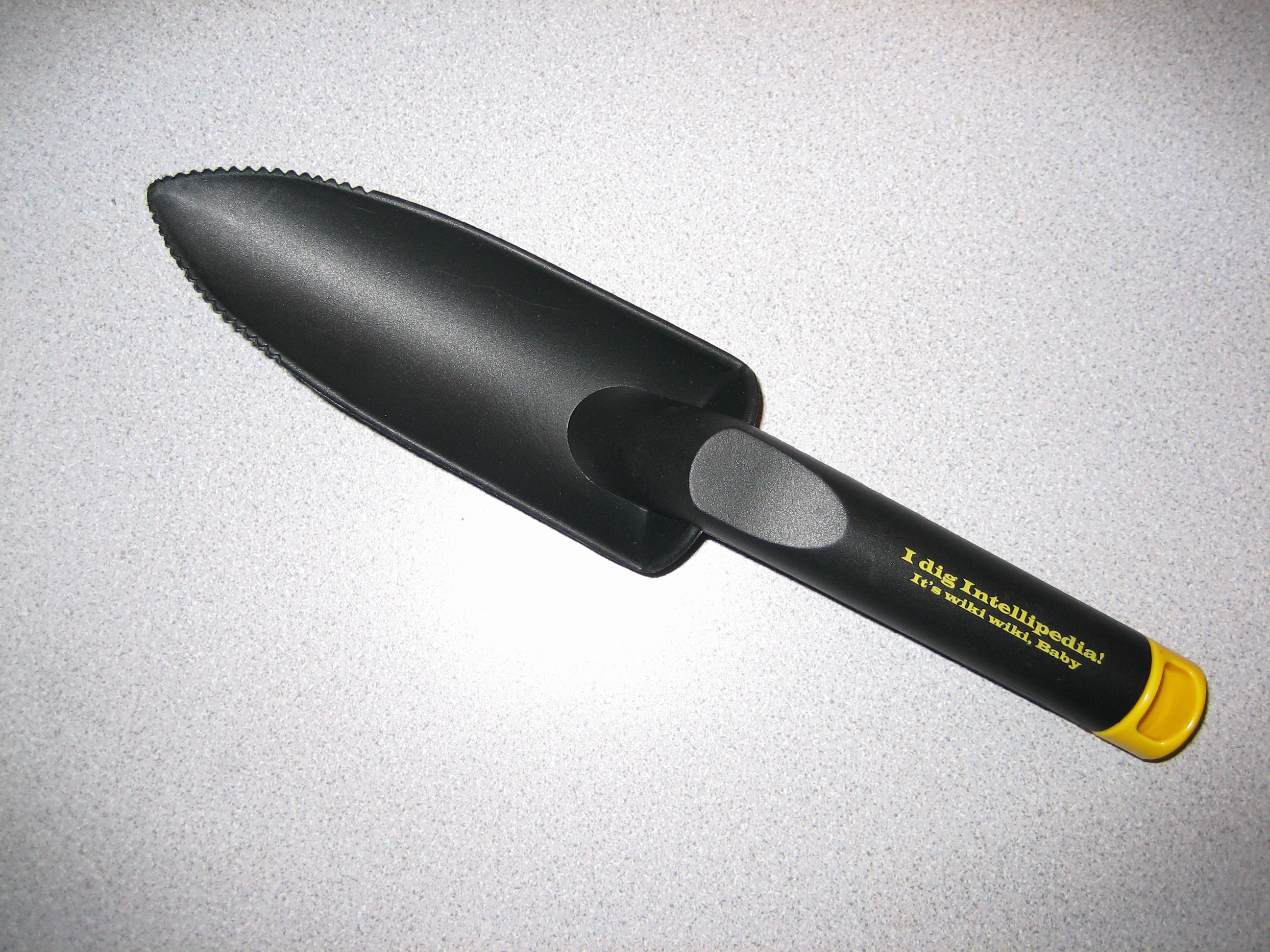
Pala de jardinería.

Palas para construcción: las palas para mover materiales de construcción tales como cemento, piedra, arena, suelen tener un mango más largo y una concavidad más pronunciada en la plancha inferior, tan ancha como para abarcar una mayor superficie. Esto facilita la tarea de cargar pequeñas cantidades de material y luego volcarlas sobre una carretilla o la caja de un camión para su transporte.
Palas para el aseo: son pequeñas palas, en general plásticas, que cuentan con el extremo cuadrado y perpendicular al mango. Sirven para recoger residuos, polvo y otros desperdicios que fueron previamente acumulados con el uso de un recogedor.
Palas para nieve, son palas especialmente diseñada para quitar la nieve. Las palas para nieve tienen varios diseños diferentes, cada uno de los cuales está diseñado para mover la nieve de una manera diferente. Retirar la nieve con una pala de nieve conlleva riesgos para la salud y lesiones, pero también puede tener importantes beneficios para la salud cuando la pala de nieve se utiliza correctamente.

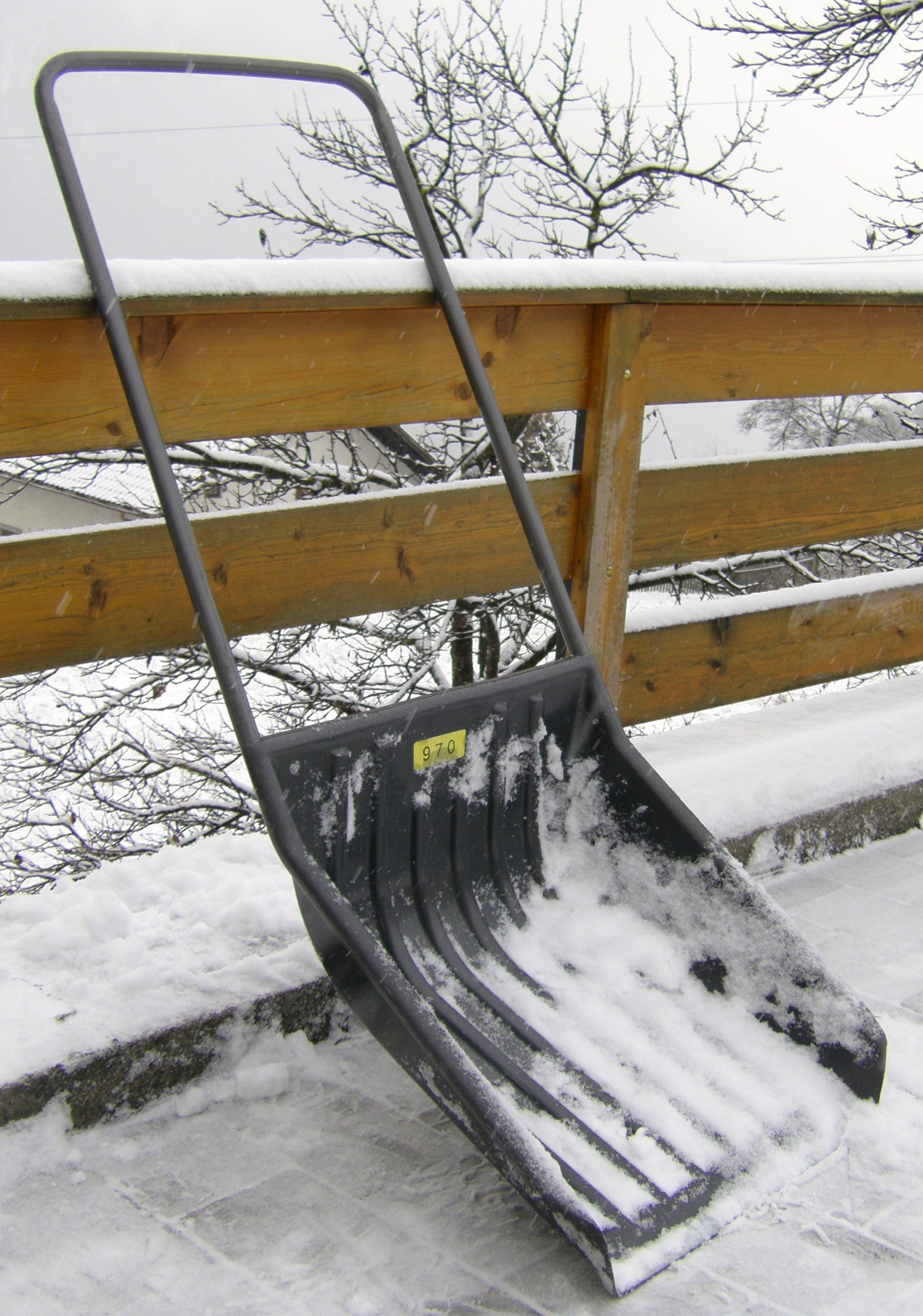
Pala para nieve moderna.

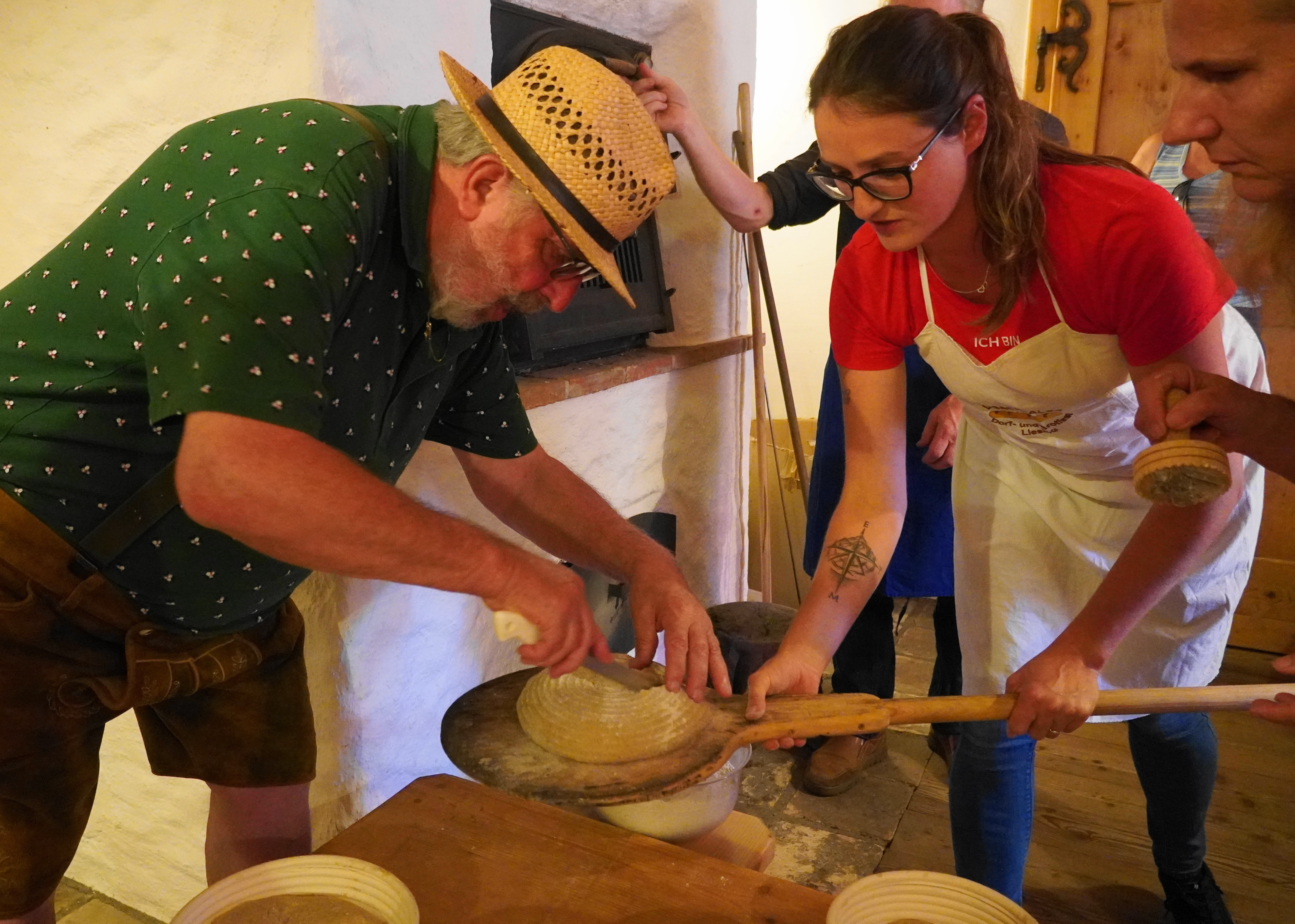
Pala usada en el manejo del pan y otros alimentos al hornear.

Palas para horno: se trata de palas con una plancha plana y ancha, así como un mango muy largo. Son herramientas indispensables para retirar alimentos de los grandes hornos sin correr riesgos de quemaduras. Generalmente son de madera, material que no transmite el calor.

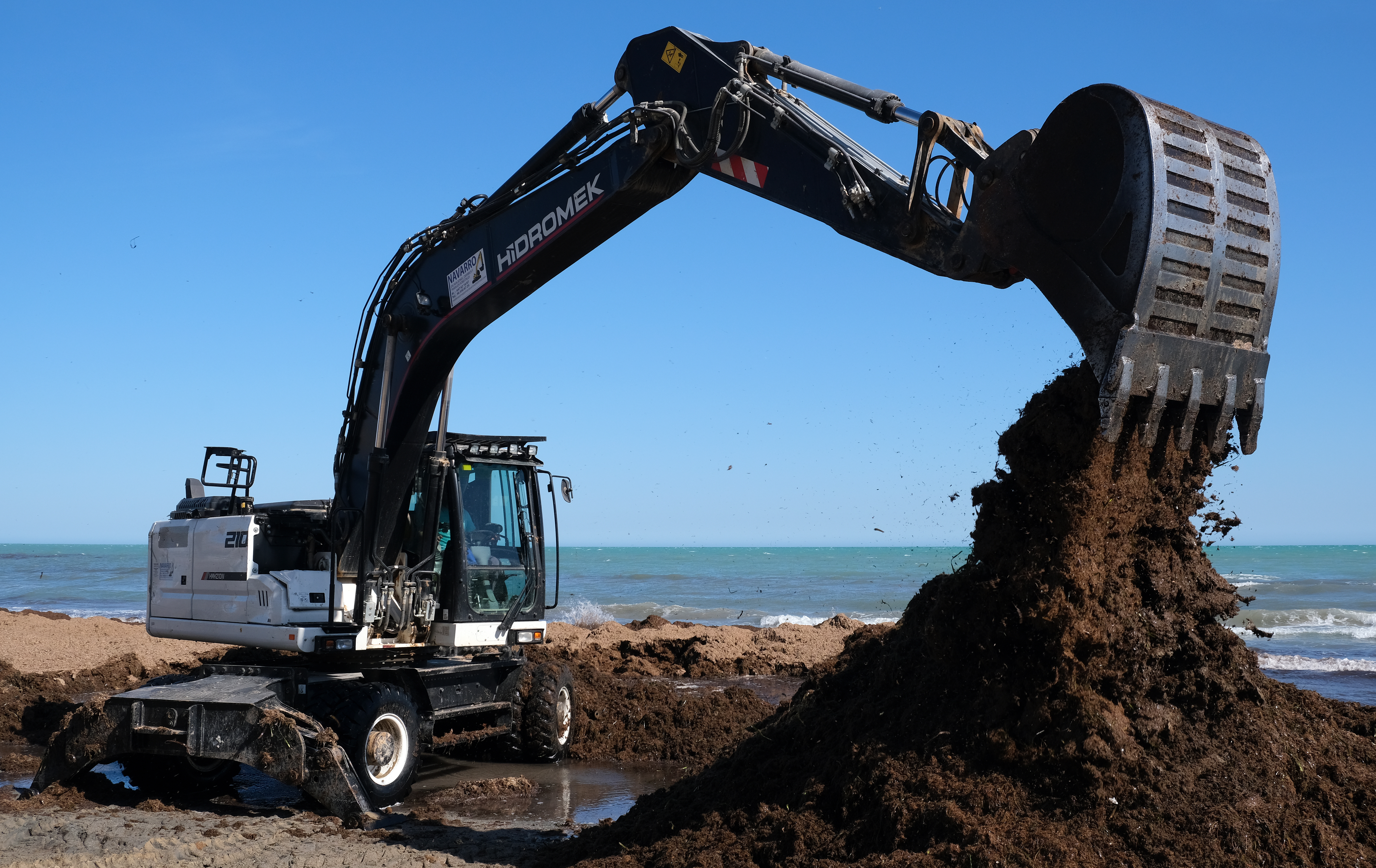
Pala excavadora motorizada.

Palas mecánicas: las palas mecánicas o cargadores representan la versión motorizada de este concepto de herramienta. Mediante el ensamble de un gran contenedor al frente de un tractor, se consigue el movimiento de grandes cantidades de material, tanto para tareas agrícolas como en la construcción.

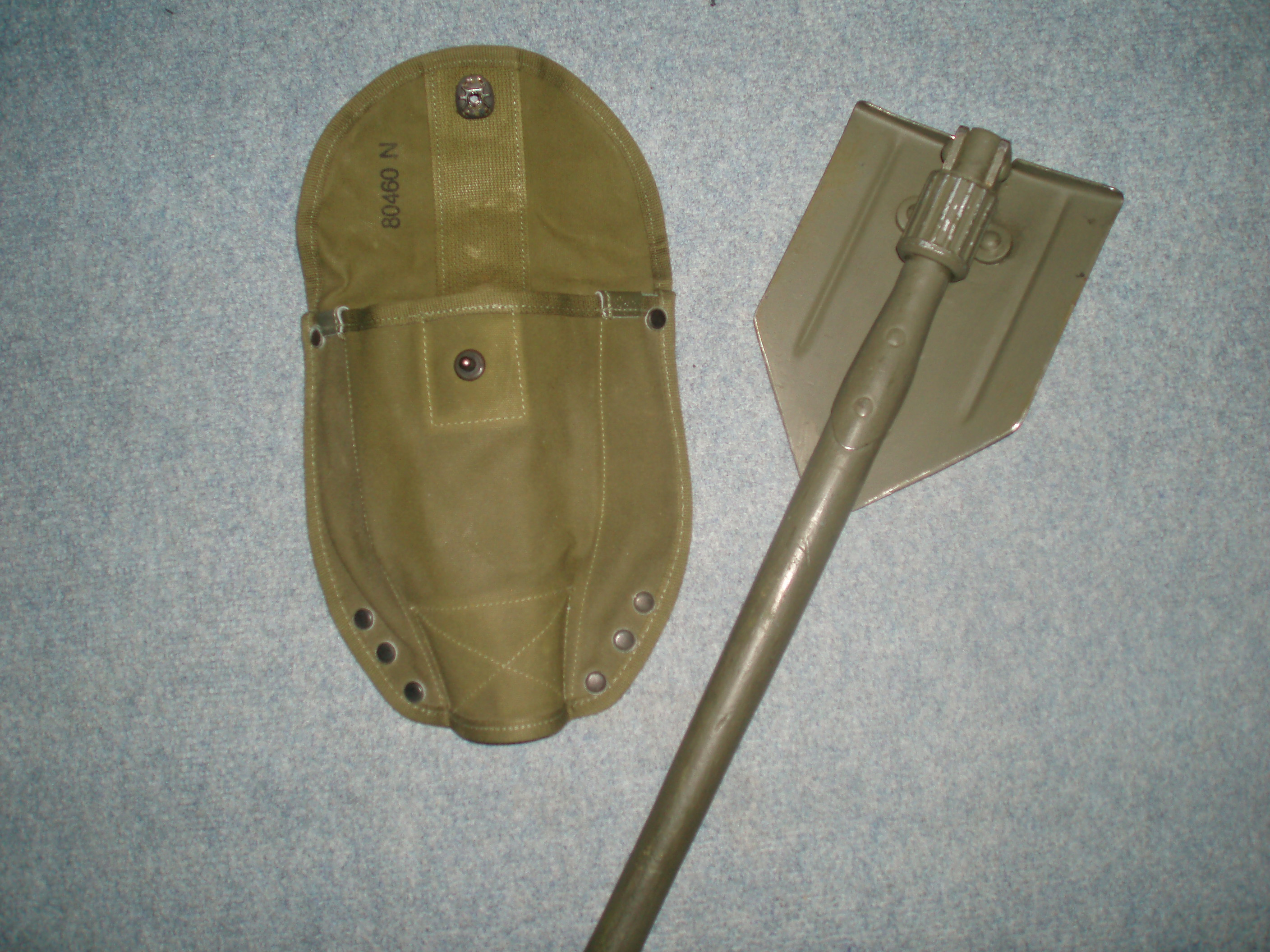
Pala militar plegable moderna para hacer trincheras.

Para necesidades particulares existen modelos portátiles, plegables o desmontables: entre estos se encuentran la pala-azada para uso militar, para cavar trincheras u otros,  también utilizada en el campo del senderismo o el camping, y la pala de nieve portátil, ligera e indispensable para rescatar a los sepultados por avalanchas en diversas disciplinas de montañismo como el esquí de montaña.

### Otros usos

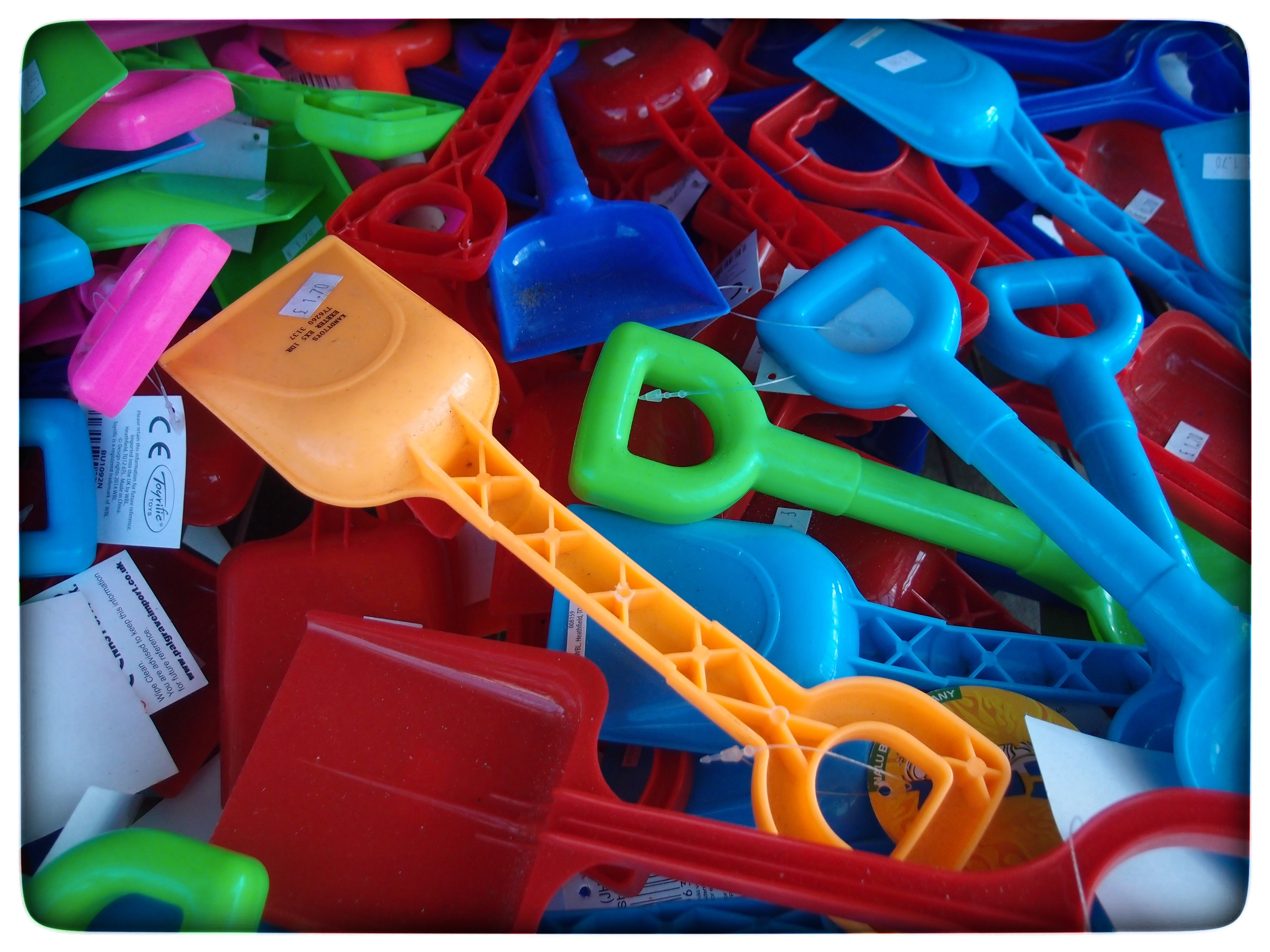
Palas de plástico para jugar en la arena.

Las palas de plástico forman parte de los juguetes que utilizan los niños en la playa para manejar la arena. Forman parte de kits que incluyen utensilios tales como un cubo, un rastrillo o unos moldes. Las utilizan para cavar y transportar la arena, realizar riachuelos, construir castillos de arena, etc.